# Didier Matrige
 (juin 2012).
Améliorez-le ou discutez des points à vérifier. 
Didier Matrige est un peintre et dessinateur néo-expressionniste belge né en 1961 à Charleroi en Belgique et mort dans la nuit du 19 au 20 avril 2008 à Couillet (Charleroi).

## Biographie
Didier Matrige fait ses études aux académies des Beaux-Arts de Mons (dans l'atelier de Gustave Camus et Yvon vandycke), des Beaux-Arts de Liège et des Beaux-Arts de Charleroi (dans l'atelier de Charles Szymkowicz). C'est un peintre et dessinateur aux accents profondément expressionnistes, colorés, rappelant par moments l'esprit satirique de James Ensor.
Il fait de nombreuses expositions de groupe ainsi que personnelles tant en Belgique qu'à l'étranger depuis 1977. Il a enseigné le dessin et la peinture à l'académie de Watermael-Boitsfort, une commune de la région de Bruxelles-Capitale. Didier Matrige fut un membre fondateur des « arts Morpholinics » dont la philosophie, le « Morpholinisme » a été lancé par le mathématicien allemand d'origine nigériane Lere Oyebisi Shakunle.
Il décède (vraisemblablement d'un suicide[réf. nécessaire]) dans la nuit du 19 au 20 avril 2008 à Couillet. Les œuvres de son atelier sont alors dispersées entre son frère Éric et son ami l'artiste plasticien rwandais d'origine belge Tröss Nipanki Le Roij.

## Expositions personnelles
- Metz 1988
- Charleroi 1988-2006
- Bruxelles 1989-1991
- Paris 2005
- Châtelet (Charleroi) 2008

## Sources
- Dictionnaire des artistes plasticiens de Belgique du dix-neuvième et vingtième siècle, Paul Piron, vol 3.
- Le corps sabbatique I. Image haute folie. Collection Haute folie, n°3.